# Myra Juliet Farrell
Myra Juliet Farrell (también Myra Juliet Welsh y Myra Juliet Taylor; 25 de febrero de 1878 - 8 de marzo de 1957) fue una visionaria, inventora y artista australiana. Nacida en el condado de Clare, Irlanda, emigró a Australia cuando era niña, creció en Broken Hill, viajó mucho y se estableció en Mosman, Sídney. Poseía más de dos docenas de patentes que iban desde una barricada militar hasta un botón de presión que se podía aplicar sin costuras.

## Antecedentes

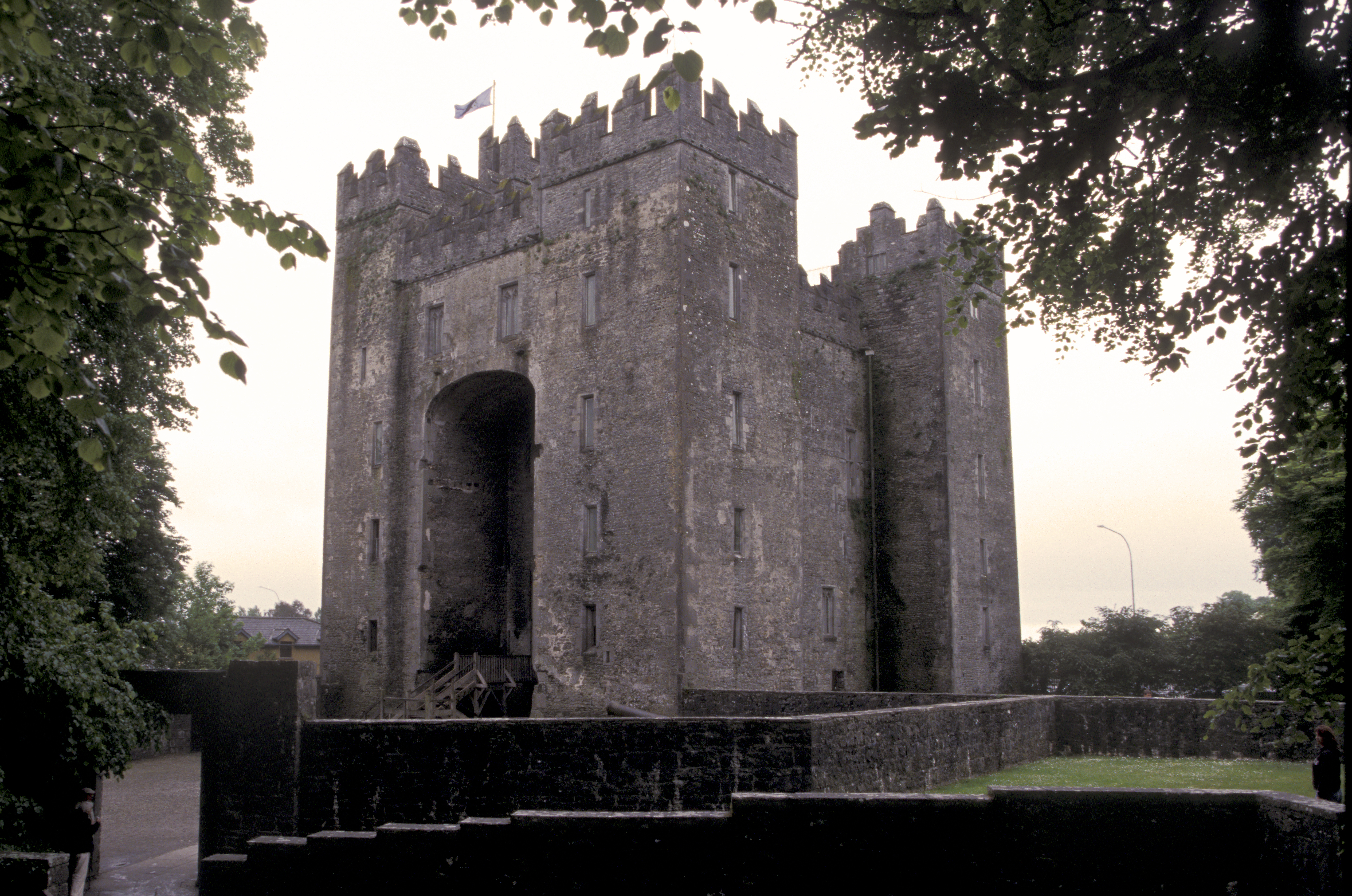
Myra y su familia vivieron durante un tiempo en el castillo de Bunratty.

Myra Farrell nació en Irlanda el 25 de febrero de 1878 y fue registrada como Maria Julia, la tercera de seis hijos de Marcus Frederick Welsh y Harriett Curtis (de soltera Dove) de Scragh House, Condado de Clare. La familia de Farrell eran protestantes, descendientes del reverendo George Studdert, capellán de Guillermo III de Inglaterra. Muchos miembros de su familia eran clérigos o militares. Eran grandes propietarios de tierras en el condado de Clare, y muchos fueron magistrados y sheriff de Clare. El padre de Farrell viajó a Nueva Zelanda, donde participó en las Guerras de Nueva Zelanda y se casó con Harriett Curtis Dove, la hija de un ingeniero. Marcus Welsh luego regresó a Irlanda con su esposa, para tomar posesión de su propiedad en Kilrush. La destrucción de la Casa Scragh por un incendio provocó que la familia huyera con sus parientes Studdert, quienes les proporcionaron un hogar durante varios años en el ruinoso Castillo de Bunratty.
En la década de 1880, la familia emigró a Australia, donde había nacido la madre de Farrell, Harriett Welsh, y donde ya vivía uno de los hermanos de Marcus Welsh. Desembarcaron en Adelaida y viajaron hacia el norte hasta Broken Hill. Poco antes se había descubierto plata al oeste en Umberumberka. Marcus y Harriett establecieron una escuela en la nueva ciudad de Silverton y durante un tiempo tuvieron a la autora Mary Gilmore como asistente. Luego se mudaron a Broken Hill y establecieron St Peter's School, donde se educó Myra. Harriett Welsh era particularmente estimada como profesora de música. Los hermanos de Farrell permanecieron en Broken Hill, mientras que sus hermanas se casaron y se mudaron a Sídney y Perth.

## Inventos

### Método de trabajo
Las primeras ideas de Farrell para inventos prácticos se le ocurrieron cuando era niña, cuando a la edad de diez años se le ocurrió la idea de un imperdible con cierre automático.  Más tarde describió su método de trabajo de toda la vida, en una entrevista con un periódico. Farrell percibía la necesidad de un producto en particular, pensaría en ello y lo consultaría con la almohada. Farrell afirmaba que en sus sueños vería la solución al problema con gran detalle, incluida la forma en que debía construirse el objeto. Se levantaba de la cama y anotaba los detalles de la construcción o la fórmula de un medicamento. Escribía en todo lo que tenía a mano, incluso a veces en la ropa de cama o en la pared, y su escritura cuando estaba sonámbula era siempre de derecha a izquierda, en lugar de izquierda a derecha.  Por la mañana, lo copiaba con la ayuda de un espejo.  También dibujaba todos los diagramas detallados y creaba los modelos para su presentación al proceso de patentes.

### Dispositivos prácticos
La primera patente de Farrell fue para un dispositivo de sastrería que permitía transferir un pequeño patrón de falda de un libro de patrones directamente a un trozo de tela. Sus inventos incluyeron una serie de dispositivos domésticos prácticos, incluido un tendedero plegable para usar en pisos.
Entre los objetos para ayuda física cabe mencionar un corsé para quienes padecían escoliosis, un aparato ortopédico para las hernias y un dispositivo que efectuaba un estiramiento facial por medios mecánicos simples. Farrell también desarrolló un cabestrillo para llevar a un bebé, en un momento en que estos no eran de uso común en los países occidentales. Según la escritora Ruth Park, este dispositivo alimentó el comentario de los estadounidenses de que las madres australianas habían aprendido de los canguros a llevar a sus bebés en bolsas.
Entre sus inventos para la industria rural están un recolector y empaquetador de frutas automatizado y un dispositivo para tomar muestras y pesar el trigo. Farrell también inventó el botón de presión que se puede unir a una prenda sin costuras, y la capota plegable del cochecito.  En 1915, Farrell tenía 24 inventos patentados.

### Medicamentos
Mientras vivía en Broken Hill, Farrell sufrió problemas respiratorios agudos. Soñó con la fórmula de una inhalación en la que las propiedades de los diversos ingredientes tenían el efecto de cortar la mucosa, reducir la inflamación y promover la curación. Ella fabricó tabletas con esta fórmula, que se quemaban en un clarificador inhalándose los vapores. Farrell luego conoció a William Taylor, un joven de Perthshire en Escocia, que había llegado a Australia con tuberculosis. Farrell trató a Taylor con su inhalador. Experimentó una mejora notable, se casaron en 1906 y vivió otros seis años. Posteriormente, el producto se comercializó como "Membrosus". Farrell también tuvo un gran éxito con una pomada, conocida como "pomada de Myra", con la que trató con éxito a una mujer que la contactó, que padecía una rara enfermedad fúngica de la piel.

### Invenciones militares
Durante la Primera Guerra Mundial, Farrell trabajó en la invención de una barricada que pudiera repeler las municiones y disminuir el impacto de los proyectiles.  El Departamento de Defensa de Australia asumió los planes de Farrell para la investigación, pero no se sabe si la barricada fue desarrollada y utilizada.
Aproximadamente al mismo tiempo, desarrolló una luz que podía proyectarse a una gran distancia. Inicialmente vio su uso con fines publicitarios,  pero los militares también asumieron los planos y el prototipo de Farrell. La leyenda familiar no confirmada es que la luz se probó desde North Head en la Bahía de Sídney, causando confusión a la tripulación de un barco en el mar que confundió el haz con el del faro de South Head.

## Información personal
Farrell se casó dos veces, primero con William Taylor con quien tuvo hijos Lavie Curtis Taylor y William Paterson Welsh Taylor, y en segundo lugar con William George Farrell con quien tuvo un hijo, el violinista George Harry Welsh Farrell. Después de la muerte de su primer marido en Adelaida, Farrell vivió en varias ocasiones en Australia Occidental y en Bondi en Sídney, pasando su vida posterior en Mosman.
Aparte de sus inventos, Myra era una pintora entusiasta. Habiendo aprendido de una artista que pintaba escenografías, tenía un estilo impresionista usando colores intensos y con poca mezcla de pintura. Todas sus obras restantes conocidas son pequeños paisajes.
Farrell era conocida en los círculos teosóficos y se suscribió a la creación de una tribuna en Balmoral Beach para presenciar la llegada de Krishnamurti a Sídney. Apoyó económicamente al utópico William Lane en su empresa para fundar una colonia ideal en Paraguay. En esto discutió extensamente con Mary Gilmore, quien también apoyaba a William Lane, pero despreciaba la ideología religiosa de Farrell.
Se la consideraba una excéntrica, incluso dentro de la familia. Sus excentricidades incluían mantener el pie de una momia egipcia en la repisa de la chimenea, donde acumulaba polvo porque la criada se negaba a tocarlo. Fue arrojado a la basura y objeto de una investigación policial cuando fue descubierto por el recolector de basura.
Farrell murió en su casa de Mosman el 8 de marzo de 1957.